# Grammy Award al miglior album folk tradizionale
Il Grammy Award al miglior album folk tradizionale (Grammy Award for Best Traditional Folk Album) fu assegnato dal 1987 al 2011.
Fino al 1993 il premio è stato conosciuto come Miglior registrazione folk tradizionale (Best Folk Recording Traditional).
A partire dal 2012, questa categoria si rifonderà con la miglior album folk contemporaneo per formare la nuova categoria miglior album folk.

## Vincitori e candidati

### Miglior registrazione folk tradizionale

#### Anni 1980
- 1987
  - Riding the Midnight Train - Doc Watson
  - Waitin' for My Ya Ya - Buckwheat Zydeco
  - 20th Anniversary Concert - New Lost City Ramblers con Elizabeth Cotton, Pete Seeger e Highwood String Band
  - Caught in the Act - Queen Ida
  - Hot Steppin' with Rockin' Sidney - Rockin' Sidney
- 1988
  - Shaka Zulu - Ladysmith Black Mambazo
  - Mbube Roots, Zulu Choral Music from South Africa - Veit Erlmann (produttore)
  - Celtic Wedding - The Chieftains
  - Belizaire the Cajun - Michael Doucet e BeauSoleil
  - Zulu Men's Singing Competition - AA.VV.
- 1989
  - Folkways - A Vision Shared: A Tribute to Woody Guthrie & Leadbelly - AA.VV.
  - Pretty Boy Floyd - Bob Dylan
  - Le Mystere des Voix Bulgares - Le Mystère des Voix Bulgares
  - Journey of Dreams - Ladysmith Black Mambazo
  - Irish Heartbeat - Van Morrison e The Chieftains

#### Anni 1990
- 1990
  - Le Mystere des Voic Bulgares, Volume II - Le Mystère des Voix Bulgares
  - Á la Vielle Façon - The Cajun Tradition
  - American Indian Dance Theatre - Vari Popoli indigeni delle Americhe
  - Blind Dog - Norman Blake e Nancy Blake
  - Now That's a Good Tune - Masters of Traditional Missouri Fiddling
- 1991
  - On Praying Ground - Doc Watson
  - Brazil Forro: Music for Maids and Taxi Drivers - Toinho de Alagoas, Duda da Passira, Jose Orlando ed Heleno Dos Oito Baixos
  - Classic Tracks - Ladysmith Black Mambazo
  - Let's Get Cajun - Basin Brothers
  - Old Time Duets - The Whitstein Brothers
  - Partisans of Vilna: Songs of World War II Jewish Resistance - AA.VV.
- 1992
  - The Civil War - AA.VV.
  - My Dear Old Southern Home - Doc Watson
  - Solo-Oldtime Country Music - Mike Seeger
  - Alligator Mann - Jimmy C. Newman
  - Le Mystere des Voix Bulgares Vol. 3 - AA.VV.

### Miglior album folk tradizionale

#### Anni 1990
- 1993
  - An Irish Evening - The Chieftains
  - Just Gimme Somethin' I'm Used to - Norman and Nancy Blake
  - Grandfather's Greatest Hits - David Holt
  - A Cathedral Concert - Le Mystère des Voix Bulgares
  - Le Trio Cadien - D. L. Menard, Eddie LeJeune e Ken Smith
- 1994
  - The Celtic Harp - The Chieftains
  - Melody, Rhythm & Harmony - Le Mystère des Voix Bulgares
  - Friend of Mine - Bill Morrissey e Greg Brown
  - Ancestral Voices - Raymond Carlos Nakai, William Eaton e Black Lodge Singers
  - Trace of Time - Steve Riley and the Mamou Playboys
  - Our Town - Jody Stecher e Kate Brislin
- 1995
  - World Gone Wrong - Bob Dylan
  - L'Echo - BeauSoleil
  - Ritual - Le Mystere des Voix Bulgares - Le Mystère des Voix Bulgares
  - Liph Iqiniso - Ladysmith Black Mambazo
  - Wheel of Fortune - John Renbourn e Robin Williamson
  - Third Annual Farewell Reunion - Mike Seeger
- 1996
  - South Coast - Ramblin' Jack Elliott
  - While Passing Along This Way -  Norman & Nancy Blake
  - Then and Now - Ali Akbar Khan
  - The Oak and the Laurel - Laurie Lewis e Tom Rozum
  - From... Another Time & Place - Dave van Ronk
- 1997
  - Pete - Pete Seeger
  - The Hobo's Last Ride - Norman & Nancy Blake
  - Wild Hog in the Red Brush - John Hartford
  - Intoxicated Spirit - Nusrat Fateh Ali Khan
  - Thuthukani Ngoxolo - Let's Develop in Peace - Ladysmith Black Mambazo
- 1998
  - L'amour ou la Folie - BeauSoleil
  - Deep Water - Hackberry Ramblers
  - There Ain't No Way Out - New Lost City Ramblers
  - Cajun Pride - Jo-El Sonnier
  - Heart Songs: The Old Time Country Songs of Utah Phillips - Jody Stecher e Kate Brislin
- 1999
  - Long Journey Home - The Chieftains
  - Chattanooga Sugar Babe - Norman Blake
  - Slant 6 Mind - Greg Brown
  - Friends of Mine - Ramblin' Jack Elliott
  - Southern Banjo Sounds - Mike Seeger

#### Anni 2000
- 2000
  - Press On - June Carter Cash
  - The Long Ride - Ramblin' Jack Elliott
  - Retrograss - David Grisman, John Hartford e Mike Seeger
  - Songs of Mississippi John Hurt - Bill Morrissey
  - Third Generation Blues - Doc & Richard Watson
- 2001
  - Public Domain - Dave Alvin
  - Far Away, Down on a Georgia Farm - Norman Blake
  - Live at the Royal Albert Hall - Ladysmith Black Mambazo
  - My Roots Are Showing - Natalie MacMaster
  - Cajun Blood - Jo-El Sonnier
- 2002
  - Down from the Mountain - AA.VV.
  - Looking Back Tomorrow: Beausoleil Live! - BeauSoleil
  - Hamilton Ironworks - John Hartford
  - Treasures from the Folk Den - Roger McGuinn, AA.VV.
  - Various Artists for Avalon Blues - A Tribute to the Music of Mississippi John Hurt
- 2003
  - Legacy - Doc Watson
  - Fiddlers 4 - Fiddlers 4 (Michael Doucet, Darol Anger, Bruce Molsky e Rushad Eggleston)
  - Postcards - Cathy Fink e Marcy Marxer
  - Blue Country Heart - Jorma Kaukonen
  - High Lonesome Cowboy - Peter Rowan e Don Edwards
  - Evangeline Made - A Tribute to Majun Music - AA.VV.
- 2004
  - Wildwood Flower - June Carter Cash
  - Any Old Time - Steve Forbert
  - Bon Reve - Steve Riley and the Mamou Playboys
  - The Three Pickers - Earl Scruggs, Doc Watson e Ricky Skaggs
  - Seeds: The Songs of Pete Seeger, Volume 3 - Pete Seeger & Friends
- 2005
  - Beautiful Dreamer - AA.VV.
  - Gitane Cajun - BeauSoleil
  - The Morning Glory Ramblers - Norman & Nancy Blake
  - My Last Go Round - Rosalie Sorrels & Friends
  - ...And the Tin Pan Bended, and the Story Ended... - Dave Van Ronk
- 2006
  - Fiddler's Green - Tim O'Brien
  - Live from Dublin - A Tribute to Derek Bell - The Chieftains
  - Come On Back - Jimmie Dale Gilmore
  - Live In the UK - Tom Paxton
  - Cajun Mardi Gras! - Jo-El Sonnier
- 2007
  - We Shall Overcome: The Seeger Sessions - Bruce Springsteen
  - I Stand Alone - Ramblin' Jack Elliott
  - Gotta Let It Shine - Odetta
  - Adieu False Heart - Linda Ronstadt ed Ann Savoy
  - A Distant Land to Roam: Songs of the Carter Family - Ralph Stanley
- 2008
  - Dirt Farmer - Levon Helm
  - Try Me One More Time - David Bromberg
  - Let Us Now Praise Sleepy John - Peter Case
  - Banjo Talkin' - Cathy Fink
  - Charlie Louvin - Charlie Louvin
- 2009
  - At 89 - Pete Seeger
  - Coal - Kathy Mattea
  - Comedians & Angels - Tom Paxton
  - Bring Me Home - Peggy Seeger
  - Strangers In Another Country - Rosalie Sorrels

#### Anni 2010
- 2010
  - High Wide & Handsome: The Charlie Poole Project - Loudon Wainwright III
  - Cutting Loose - David Holt e Josh Goforth
  - Naked With Friends - Maura O'Connell
  - Polka Cola: Music That Refreshes - Jimmy Sturr and His Orchestra
  - Singing Through the Hard Times: A Tribute to Utah Phillips - AA.VV.
- 2011
  - Genuine Negro Jig - Carolina Chocolate Drops
  - Onward and Upward - Luther Dickinson & the Sons of Mudboy
  - Memories of John - The John Hartford Stringband
  - Maria Muldaur & Her Garden of Joy - Maria Muldaur
  - Ricky Skaggs Solo: Songs My Dad Loved - Ricky Skaggs